# Колашинац, Сеад
Сеа́д Колаши́нац (босн. Sead Kolašinac, боснийское произношение: [ˈse.ad ko.laˈʃi.nat͡s]; нем. Sead Kolasinac, немецкое произношение: [ˈsɛ.ad ˈkɔ.la.ʃɪ.nats]; род. 20 июня 1993, Карлсруэ, Баден-Вюртемберг) — боснийский и немецкий футболист, защитник клуба «Аталанта» и сборной Боснии и Герцеговины.

## Клубная карьера
Колашинац начинал свою карьеру в молодёжной академии «Карлсруэ», где провёл 8 лет. Затем он провёл два года в молодёжных академиях «Хоффенхайма» и «Штутгарта», а с января 2011 года играет за «Шальке 04».
В составе «Шальке» Колашинац стал чемпионом Германии до 19 лет в сезоне 2011/12. 1 июня 2012 года он подписал первый профессиональный контракт с «кобальтовыми» на 3 года. Дебютировал Колашинац в Бундеслиге 15 сентября 2012 года в гостевом матче против «Гройтера» (2:0), заменив в самом конце встречи Кристиана Фукса. Его первый выход на поле за «Шальке» на «Фельтинс-Арене» состоялся 6 октября 2012 года в матче против «Вольфсбурга» (3:0). 30 октября 2012 года в кубковой встрече с «Зандхаузеном» (3:0) Колашинац впервые в карьере провёл все 90 минут в официальном матче за «Шальке», при этом сыграв на позиции левого защитника. 4 декабря 2012 года он дебютировал в Лиге чемпионов в матче против «Монпелье» (1:1).
25 июня 2013 года Колашинац продлил контракт до 2017 года, также сменив свой игровой номер с 35 на 6.
6 июня 2017 года Колашинац перешёл в лондонский «Арсенал» на правах свободного агента. С английским клубом он заключил контракт на пять лет. Дебютировал в составе «Арсенала» 6 августа 2017 года в матче за Супекубок Англии, в котором вышел на замену и забил гол. Его клуб в итоге одержал победу в серии пенальти. 31 декабря 2020 года на правах аренды до конца сезона вернулся обратно в «Шальке 04».
3 июня 2021 года стало известно, что футболист покидает «Шальке» в связи с вылетом из первой бундеслиги и сокращения финансирования клуб не сможет выкупить трансферы игроков и заключить с ними полноценный контракт.

## Карьера в сборной
18 мая 2011 года Колашинац дебютировал за сборную Германии (до 18 лет), выйдя на замену в матче против австрийской сборной. Его первый гол за немецкую юношескую сборную (до 19 лет) состоялся 1 сентября 2011 года в матче против сборной Бельгии. 14 марта 2013 года Колашинац был вызван в молодёжную сборную Германии до 21 года на матче против сборной Израиля.
7 ноября 2013 года Колашинац был впервые вызван в сборную Боснии и Герцеговины, а 18 ноября того же года состоялся его дебют в матче против сборной Аргентины. В начале мая 2014 года главный тренер сборной Боснии и Герцеговины Сафет Сушич назвал Колашинаца в числе тех футболистов, которые будут участвовать в чемпионате мира 2014 в Бразилии. 16 июня 2014 года Колашинац в матче против Аргентины отправил мяч в ворота своей команды.

## Достижения
«Арсенал»
- Обладатель Суперкубка Англии: 2017, 2020
- Финалист Кубка Футбольной лиги: 2017/18
- Финалист Лиги Европы УЕФА: 2018/19
- Обладатель Кубка Англии: 2019/20

«Аталанта»
- Победитель Лиги Европы УЕФА: 2023/24

## Личная жизнь
Колашинац женился на своей давней девушке Сусубель в июне 2019 года. У них есть дочь по имени Солей.
Исповедует ислам. Во время сборов национальной сборной Боснии и Герцеговины он вместе с товарищами по команде Ибрагимом Шехичем, Мухамедом Бешичем, Армином Ходжичем, Изетом Хайровичем, Эдином Вишчей и Эрвином Зукановичем посещал мечеть в Зенице.
В июле 2019 года он и Месут Озиль стали жертвами попытки угона автомобиля, от которой успешно отбились.